# ایسکی

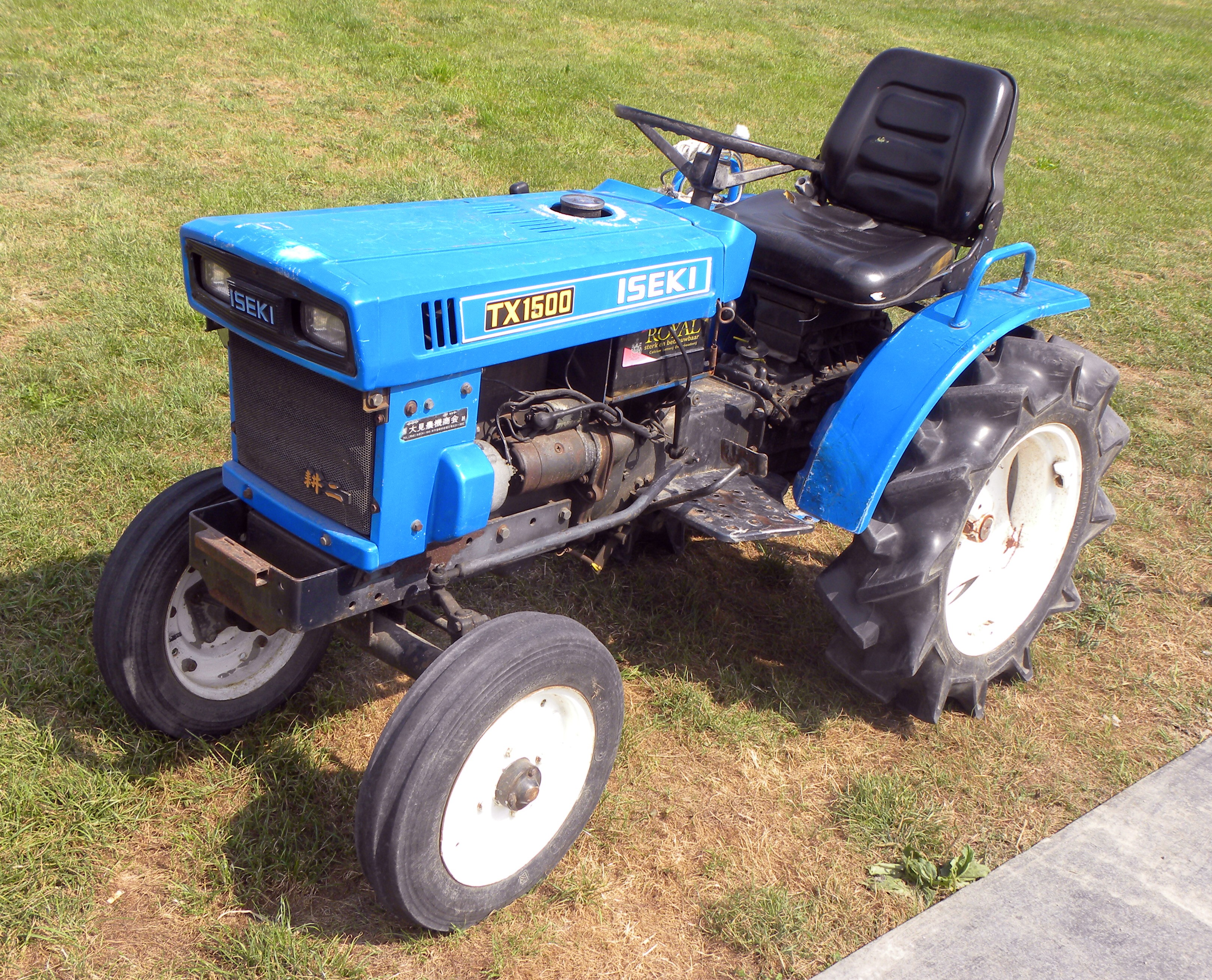
تراکتور کوچک Iseki TX 1500 از سال 1978

ایسِکی، (井関農機株式会社) که در ماتسویاما و توکیو ژاپن قرار دارد، سومین تولیدکننده ماشین‌آلات کشاورزی در ژاپن است. محصولات آن شامل تراکتور، ماشین‌آلات کاشت و برداشت، ادوات و موتور است. 